# Gaeumannomyces caricis
Gaeumannomyces caricis är en svampart som beskrevs av J. Walker 1980. Gaeumannomyces caricis ingår i släktet Gaeumannomyces och familjen Magnaporthaceae.   Inga underarter finns listade i Catalogue of Life.